# Antoine-François Gancel
Pour les articles homonymes, voir Gancel.
Antoine-François Gancel (parfois cité en Étienne-François Gancel), né le 1er août 1811 à Lyon et mort le 16 décembre 1878 à Paris 10e, est un architecte français.

## Biographie
Antoine-François Gancel entre à l'École des beaux-arts de Lyon, puis en 1836 à l'école des beaux-arts de Paris.

## Réalisations
Antoine-François Gancel réalise les travaux d'architecture suivants :
- à Paris :
  - maison d'éducation correctionnelle, de 1861 à 1863 ;
  - mairie du 11e arrondissement de Paris, place Léon-Blum, de 1862 à 1865 ;
  - l'école de la rue Ampère, de 1873 à 1877 ;
  - l’école normale de jeunes filles, boulevard des Batignolles en 1875 ;
  - l'école de la rue Legendre.